# Wellska stolnica
Wellska stolnica ali Stolna cerkev svetega Andreja je anglikanska stolnica v Wellsu v  Somersetu. Stolnica, posvečena svetemu Andreju, je sedež škofa Batha in Wellsa. Je matična cerkev škofije in ima škofovski prestol (katedra). Zgrajena je bila med letoma 1175 in 1490 ter je nadomestila prejšnjo cerkev, zgrajeno na istem mestu leta 705. Je srednje velikosti med srednjeveškimi angleškimi ogromnimi stolnicami, kot sta v Lincolnu in Yorku, in manjšimi, kot je v Oxfordu. S svojo široko zahodno fasado in velikim osrednjim stolpom je prevladujoča značilnost majhnega stolnega mesta in znamenitost somersetskega podeželja. Opisana je bila kot "nedvomno ena najlepših"  in kot "najbolj poetična" angleška stolnica.
Arhitekturno je usklajena celota, gotska, zgrajena je predvsem v zgodnjem angleškem slogu poznega 12. in zgodnjega 13. stoletja. Po tem se razlikuje od večine drugih angleških srednjeveških stolnic, ki imajo starejše dele v romanskem slogu, ki so ga Normani uvedli v Britanijo v 11. stoletju.
Delo se je začelo približno leta 1175 na vzhodnem koncu z gradnjo kora. Zgodovinar John Harvey meni, da je prva resnično gotska zgradba v Evropi, ki je pretrgala z zadnjimi omejitvami romanike. Tudi kamnoseško delo koničastih arkad in žlebastih stebrov je obogateno s kompleksno poudarjenimi profili in vitalnostjo izklesanih kapitelov v listnatem slogu. Njena fasada je zgodnjegotska in prikazuje več kot 300 izklesanih figur, ki jih je Harvey opisal kot "največjo zmago združene kiparske umetnosti v Angliji". Vzhodni konec ohranja mnogo starih vitrajev, ki so redki v Angliji.
V primerjavi z mnogimi angleškimi stolnicami meniškega izvora ima Wells izjemno veliko ohranjenih posvetnih zgradb, povezanih s kapitljem posvetnih kanonikov, tudi  škofovsko palačo in Vicar's Close, stanovanjsko ulico, ki je od 15. stoletja ostala nedotaknjena. Stolnica je na seznamu uvrščena med zgradbe I. razreda.

## Zgodovina

### Zgodnje obdobje
Najstarejši ostanki stavbe v mestu so poznorimski mavzolej, najden med izkopavanji leta 1980. Samostanska cerkev je bila zgrajena v Wellsu leta 705 po naročilu Aldhelma, prvega škofa novoustanovljene škofije Sherborne, ko je vladal kralj Ine Wesseški. Posvečena je bila svetemu Andreju in je stala na kraju samostanske stolnice, kjer je mogoče videti nekaj izkopanih ostankov. Vodnjak v južnem transeptu je najstarejši del cerkve. Leta 766 je Cynewulf, kralj Wessexa, podpisal listino, po kateri je cerkev dobila 1320 juter zemljišč. Leta 909 je bil sedež škofije iz Sherborna preseljen v Wells.
Prvi škof v Wellsu je bil Athelm (909), ki je okronal kralja Ethelstana. Athelm in njegov nečak Dunstan sta tako postala nadškofa Canterburyja. V tem obdobju je bil ustanovljen pevski fantovski zbor, ki je spremljal   bogoslužje s petjem. Wellska stolnična šola je bila ustanovljena za izobraževanje pevcev v tem prvem obdobju, [23] vendar je nekaj nasprotij v zvezi s tem. Po normanski osvojitvi je škof John de Villula leta 1090 preselil sedež škofije iz Wellsa v Bath. Cerkev v Wellsu ni bila več stolnica, imela je kolegij posvetne duhovščine.

### Sedež škofa
Stolnica je bila verjetno zasnovana in gradnja začeta okrog leta 1175, ko je bil škof Reginald Fitz Jocelin, ki je umrl leta 1191. Čeprav je bilo zaradi njene velikosti jasno že od samega začetka, da bo stolnica škofije, [24] se je sedež škofa gibal med Wellsom in opatijama Glastonbury in Bath. Leta 1197 je naslednik škofa Reginalda škof Savaric FitzGeldewin z dovoljenjem papeža Celestina III. uradno preselil svoj sedež v Glastonburyjsko opatijo. Naslov škof Batha in Glastonburyja se je uporabljal do leta 1219.
Naslednik škofa Savarica Jocelin iz Wellsa je spet preselil škofovski sedež v opatijo v Bath. Jocelin je bil brat škofa Hugha II. Lincolnskega in je bil prisoten pri podpisu Magne Carte. Škof Jocelin je nadaljeval gradnjo stavbe, ki jo je začel škof Reginald, in bil odgovoren za škofovsko palačo, šolo za pevce in pevke, gimnazijo, bolnišnico za popotnike in kapelo. Imel je tudi dvorec, zgrajen v Wookeyju, v bližini Wellsa. Jocelin je dočakal posvetitev cerkve leta 1239, vendar kljub temu da so si njegovi predstavniki v Rimu zelo prizadevali, ni dočakal odobritve statusa stolnice. Zamuda bi lahko bila posledica neukrepanja Pandulfa Verraccia, rimskega cerkvenega politika, papeškega pooblaščenca v Angliji, in škofa Norwicha, ki ga je papež prosil, da razišče okoliščine, vendar se ni odzval. Jocelin je umrl v Wellsu 19. novembra 1242 in je bil pokopan v koru. Spominska plošča na njegovem grobu je ena prvih takih v Angliji. Po njegovi smrti so menihi Batha neuspešno poskušali ponovno dobiti nadzor nad Wellsom.
Leta 1245 je izbruhnil spor o naslovu škofa, ki ga je z odločbo rešil papež Inocenc IV. Določil je naslov "škof Batha in Wellsa", ki je ostal do danes, z Wellsom kot glavnim sedežem škofa. [34] Od 11. stoletja je cerkev imela kapitelj posvetnih duhovnikov, kot stolnice v Chichestru, Herefordu, Lincolnu in Yorku. Kapitelj je bil dobil 22 prebend (dohodki iz posesti) in predstojnika za upravljanje. Po pridobitvi statusa stolnice skupaj z drugimi takimi stolnicami je imela štiri vélike duhovnike, dekana, precentorja, kanclerja in cerkovnika, ki so bili odgovorni za duhovno in materialno oskrbo stolnice.

### Gradnja stolnice
Gradnja, ki jo je začel škof Reginald Fitz Jocelin v 12. stoletju, se je nadaljevala pod Jocelinom  Wellskim, ki je bil tudi kanonik od leta 1200, nato škof od 1206. Adam Locke je bil zidarski mojster od okoli 1192 do 1230. Zasnovana je bila v novem slogu s koničastimi loki, pozneje znana kot gotika, ki je bila uvedena ob približno istem času v stolnici v Canterburyju. Delo se je ustavilo med letoma 1209 in 1213, ko je bil kralj Ivan Brez dežele izobčen in škof Jocelin izgnan, vendar je bil glavni del cerkve popoln in ga je posvetil škof Jocelin leta 1239.
Stolnica, tudi kapiteljska dvorana, ki je bila končana leta 1306 , je bila že premajhna za bogoslužje in se ni mogla prilagoditi večjim procesijam duhovnikov. Škof John Droxford je začel drugo fazo gradnje z zidarskim mojstrom Thomasom Whitneyjskim, ki je povečal osrednji stolp in leta 1326 dodal osemstransko Marijino kapelo na vzhodnem koncu.  Naslednji škof Ralph Shrewsburyjski je nadaljeval podaljšanje vzhodnega kora in zadaj dodal retrokor. Nadziral je gradnjo ulice Vicar's Close in vikarskega doma (Vicar's Hall), da bi članom pevskega zbora zagotovil varen kraj za življenje stran od mesta in njegovih skušnjav.  Imel je neprijeten odnos z državljani Wellsa, deloma zaradi uvedbe davkov, in je obdal svojo palačo z obzidjem s prsobranom, jarkom in dvižnim mostom. 
Škof John Harewell je zbral denar za dokončanje zahodne fasade, ki je delo Williama Wynforda, ki je bil imenovan za zidarskega mojstra leta 1365. Bil je med najpomembnejšimi arhitekti takrat, saj je delal za kralja v Windsorju, stolnici v Winchestru in Novem kolidžu v Oxfordu. V Wellsu je zasnoval zahodna stolpa, od katerih severozahodni ni bil zgrajen do naslednjega stoletja. V 14. stoletju so ugotovili, da se osrednji steber nad križanjem poseda pod težo stolpa, ki je bil poškodovan po potresu v prejšnjem stoletju.  Oporni loki, včasih imenovani škarjasti loki (tudi Andrejev križ), so bili vstavljeni pod zidarskim mojstrom Williamom Joyem za oporo in stabilizacijo. 

### Tudorji in državljanska vojna
Med vladanjem Henrika VII. je bila stolnica dokončana v današnji obliki (čeprav so ureditev spreminjali). Od 1508 do 1546 je bil ugledni italijanski humanistični učenjak Polidoro Virgili iz Urbina (okoli 1470–18. april 1555) predstavnik kapitlja v Londonu. Podaril je set tapiserij za kor stolnice.  Medtem ko je Wells preživel razpustitev samostanov boljše od stolnic, ki so jih ustanovili menihi, je odprava finančnih skladov leta 1547 povzročila zmanjšanje prihodkov. Srednjeveška medenina je bila prodana, prvič je bila v ladjo postavljena prižnica. William Turner je med letoma 1551 in 1568 v dveh obdobjih, ko je bil dekan, postavil zeliščni vrt, ki je bil poustvarjen med letoma 2003 in 2010. 
Elizabeta I. je dala kapitlju in vikarskemu zboru leta 1591 nov privilegij, ustanovljeno je bilo novo upravno telo, ki so ga sestavljali dekan in osem kanonikov, ki so morali prebivati v kraju svojega službovanja, za nadzor nad cerkvenimi posestvi in oblast nad zadevami, vendar ni bilo več upravičeno do izvolitve dekana (ta pravica je pripadala kroni).  Stabilnost se je končala z državljansko vojno in usmrtitvijo Karla I. leta 1649. Lokalni spopadi so poškodovali stolnični kiparski okras, pohištvo in okna. Dekan Walter Raleigh, nečak raziskovalca sira Walterja Raleigha, je bil v hišnem priporu po padcu Bridgwaterja pod parlamentarci leta 1645, najprej v župnišču v Chedzoyu in nato v dekaniji Wells. Njegov paznik, izdelovalec čevljev in mestni stražnik David Barrett ga je zasačil, ko je pisal pismo svoji ženi. Ker se ni hotel predati, ga je Barrett zabodel z mečem in je umrl šest tednov kasneje, 10. oktobra 1646. Pokopali so ga v neoznačenem grobu v koru pred dekanovim stolom. [56] V času Commonwealtha pod  Oliverjem Cromwellom ni bil imenovan dekan in stolnica je začela propadati. Škof se je upokojil in nekaj duhovnikov je ostalo za opravljanje ponižujočih nalog.

### 1660–1800
Leta 1661, ko je bil Karel II. ponovno na prestolu, je bil Robert Creighton, kraljevi kaplan v izgnanstvu, imenovan za dekana in bil škof dve leti pred smrtjo leta 1672. V stolnici je mogoče videti njegov medeninasti govorniški pult. Podaril je tudi veliko zahodno okno. Po Creightonu je mesto dekana pripadlo Ralphu Bathurstu, ki je bil kraljev kaplan, predsednik Trinity Collegea v Oxfordu in član Kraljeve družbe. V njegovem dolgem obdobju je bila obnovljena stolnica, vendar so v monmouthskem uporu leta 1685 puritanski vojaki poškodovali zahodno fasado, svinec s strehe so uporabili za krogle, razbili okna, orgle in opremo ter jo nekaj časa uporabljali za konjski hlev. 
Obnova se je spet začela, ko je bil škof Thomas Ken, ki ga je krona imenovala leta 1685 in je bil škof do leta 1691. Bil je eden sedmih škofov, zaprtih zaradi zavrnitve podpisa Izjave o popustljivosti Jakoba II., ki bi omogočila katoličanom, da spet prevzamejo politične položaje, a so bili zaradi  priljubljenosti oproščeni. Ken ni prisegel zvestobe Viljemu in Mariji, ker Jakob II. ni odstopil in ni bil priprt z drugimi, znanimi kot nezapriseženi (nonjurors, nonjuring – razkol v anglikanski cerkvi v Angliji, na Škotskem in Irskem v obdobju po slavni revoluciji leta 1688 o tem, ali bi lahko bila Viljem III. in Marija II. pravno priznana kot vladarja).  Njegov naslednik škof Kidder je bil ubit v veliki nevihti leta 1703, ko sta dva dimnika padla na palačo, medtem ko sta z ženo spala v postelji.

### Viktorijansko obdobje do danes
V sredini 19. stoletja je bila načrtovana velika obnova. Ko je bil dekan Goodenough, so spomenike preselili v križni hodnik in preostalo srednjeveško poslikavo in belilo odstranili z "velikim strganjem" . Anthony Salvin je prevzel obsežno obnovo kora. Lesene galerije, nameščene v 16. stoletju, so bile odstranjene, klopem so dodali kamnite nadstreške in jih postavili bolj nazaj v črto arkade. Srednjeveški kamniti zaslon prižnice je bil razširjen v središču za podporo novih orgel.
Leta 1933 je bil ustanovljen sklad prijateljev stolnice, ki so podprli kapitelj stolnice pri vzdrževanju, življenju in delu.
V poznem 20. stoletju se je začel obsežen program obnove, zlasti na zahodni fasadi in vitraja iz 14. stoletja v vhodnem delu kora.

## Arhitektura

### Datacija, slogi in arhitekti
Gradnja stolnice se je začela okrog leta 1175 z zasnovo neznanega arhitekta. Wells je prva stolnica v Angliji, ki je od svoje ustanovitve zgrajena v gotskem slogu. Po mnenju umetnostnega zgodovinarja Johna Harveyja je prva resnično gotska stolnica na svetu, njeni arhitekti so jo v celoti izdelali z vsemi značilnostmi vzhodne fasade stolnice v Canterburyju in starejše stavbe v Franciji, kot je vzhodna fasada samostana Saint Denis, do romanike. V primerjavi s temi cerkvami je Wells razdeljen s slopi in ne stebri ter ima galerijo enakih koničastih lokov in neznačilno romansko obliko odprtin. Preprosti loki in zapleteni ornamenti so značilni za slog zgodnjeangleške gotike.
Od približno leta 1192 do 1230 je Adam Lock, prvi arhitekt v Wellsu, katerega ime poznamo, nadaljeval gradnjo transepta in ladje enako kot njegov predhodnik. Lock je bil tudi graditelj severne verande, ki jo je tudi zasnoval.
Zahodno fasado je začel okoli leta 1230 oblikovati Thomas Norreys, gradnja in kiparstvo sta trajala trideset let. Jugozahodni stolp so začeli graditi 100 let kasneje in je bil zgrajen med letoma 1365 in 1395, severozahodni stolp pa med letoma 1425 in 1435, ki je zgrajen v poznogotskem slogu, ki ga je oblikoval William Wynford in ga je prav tako napolnil z mnogimi zgodnjeangleškimi lancetnimi okni z občutljivim krogovičjem.
Med letoma 1275 in 1310 sta bili zgrajeni klet in kapiteljska dvorana neznanih arhitektov, klet v zgodnjeangleškem slogu in kapiteljska dvorana v geometrijskem slogu visoke gotike.  Približno leta 1310 je bila začeta Marijina kapela, zasnoval jo je Thomas Witney, ki je zgradil tudi osrednji stolp med letoma 1315 do 1322 v visoki gotiki. Stolp je bil kasneje notranje napet z loki Williama Joya. Sočasno s tem je med letoma 1329 in 1345 Joy spremenil in razširil kor, združil Marijino kapelo z retrokorom, slednji v poznogotskem slogu.
Poznejše spremembe vključujejo pravokotni obok stolpa in gradnjo Sugarjeve kapele, delo Williama Smytha med letoma 1475 in 1490. Neogotska so obnovitvena dela kora in prižnice so delo Benjamina Ferreya in Anthonyja Salvina, 1842–57. 

### Tloris
Stolnica je dolga 126 m. Ima izrazito angleško ureditev z dvema transeptoma, telo cerkve je razdeljeno na različne dele: ladjo, kor in retrokor, nad katerim se razprostira Marijina kapela. Fasada je široka, s svojima stolpoma se razteza onkraj transeptov na obeh straneh. Ima več štrlečih verand na severni strani ladje, ki so vstop v stolnico. Na severovzhodu je velika osmerokotna kapiteljska dvorana, ki se začne s severa kornega hodnika s prehodom in zavitim stopniščem. Na jugu ladje je velik križni hodnik, nenavadno je, da na severnem območju, ki meji na stolnico, ni bil nikoli zgrajen. 

### Višina
Po odsekih je stolnica razporejena kot velike cerkve: osrednja ladja s stranskima ladjama na vsaki strani, ločeni z dvema arkadama. Dviga se v treh stopnjah: arkade, triforij in vrsta oken. Ladja je 20 m visoka, zelo nizka v primerjavi z gotskimi stolnicami v Franciji.  Ima izrazito horizontalen poudarek s triforijem, ki ima edinstveno obliko, vrsto enakih ozkih odprtin brez običajne opredelitve odprtin. Triforij je ločen od arkade z enim horizontalnim nizom zidca, ki poteka neprekinjeno vzdolž ladje. Ni navpičnih linij, ki bi povezovale tri stopnje, razen stebrov, ki podpirajo obok nad triforijem. 

### Zunanjost
Zunanjost stolnice je sorazmerno urejena in usklajena, saj je večji del stavbe v istem angleškem zgodnjegotskem slogu. V bistvu je to nenavadno, saj običajno zunanjost angleških stolnic kaže množico slogov. Kasnejše spremembe v angleškem poznogotskem slogu (perpendicular) so splošno uporabljane, kot so polnjenje zgodnjeangleških lancetnih oken s preprostim krogovičjem, gradnja ograje, ki obkroža streho, in dodatkom fial, ki uokvirjajo vsako čelo, podobno tistim na kapiteljski dvorani in na zahodni fasadi. Na vzhodnem koncu se širi krogovičje s ponavljajočimi motivi v prepletenem slogu, stopnja med poznogotskim in visokogotskim krogovičjem.

#### Zahodna fasada
Zahodna fasada je 30 m visoka in 45 m široka, zgrajena iz oolitne srednjejurske usedline iz kamnoloma v Doultingu, približno 13 km vzhodno . Po mnenju arhitekturnega zgodovinarja Aleca Clifton-Taylorja je "ena velikih znamenitosti Anglije".
Zahodna fasada kaže tri različne oblike: ena sledi višini ladje in stranskih ladij, druga tisti, ki je v višini paru stolpov ob koncu vsake stranske ladje, in tretja, ki sledi obliki zgradbe. Fasada ima obliko para stolpov, nenavadno je, da stolpa ne nakazujeta stranskih ladij, ampak se širita tudi zunaj njiju ter povečujeta velikost in profil stavbe.
Zahodna fasada raste v treh nadstropjih, vsako je jasno opredeljeno s horizontalnim zidcem. Ta horizontalni poudarek je nevtraliziran s šestimi močno štrlečimi oporniki, ki opredeljujejo presečne delitve ladje, stranskih ladij in stolpov ter je zelo okrašen, vsak ima niše z baldahinom z  največjimi kipi na pročelju. 
Na najnižjem nadstropju fasade je navadna baza z okrasnimi arkadami, ki se dvigajo nad njo. Predrta je s tremi vrati, ki so v popolnem nasprotju s pogosto veličastnimi portali francoskih gotskih stolnic. Zunanja dva sta domačih razmerij, osrednja vrata so okrašena samo na srednjem delu, imajo štirilistni ornament in fine letve loka. 
Nad osnovo se dvigata dve nadstropji, okrašeni s štirilistnimi ornamenti in nišami s prvotno približno 400 kipi, 300 se jih je ohranilo vse do sredine 20. stoletja. Od takrat so bili nekateri obnovljeni ali zamenjani, tudi uničeni lik Kristusa v zatrepu. 
Tretje nadstropje stranskih stolpov je bilo zgrajeno v poznogotskem slogu poznega 14. stoletja po oblikovanju Williama Wynforda; na severozahodu se ni začelo do približno leta 1425. Zasnova ohranja splošno razsežnost in še močno poudarjene opornike.
Končni izdelek je bil kritiziran zaradi pomanjkanja fial in verjetno je, da konice stolpov niso bile nikoli zgrajene. Kljub pomanjkanju fial jo arhitekturni zgodovinar Banister Fletcher opisuje kot "najvišji razvoj angleške gotike na tej vrsti fasade". 

#### Stolp nad križiščem
Zdi se, da je osrednji stolp datiran v zgodnje 13. stoletje. Obnovljen je bil v začetku 14. stoletja ob preoblikovanju vzhodnega konca, ki je zahteval notranje spenjanje slopov. V 14. stoletju je bil stolp lesen s svinčenim zvonikom, ki je pogorel leta 1439. Zunanjost je bila nato predelana v angleškem poznogotskem slogu ter dodani sedanja ograja in konica. Alec Clifton-Taylor ga opisuje kot "izjemen tudi v Somersetu, grofiji, ki slovi po sijaju svojih cerkvenih stolpov". 

#### Severna veranda
Severno verando je opisal umetnostni zgodovinar Nikolaus Pevsner kot "razkošno okrašeno" in naj bi bila glavni vhod. Navzven je preprosta in pravokotne oblike z golimi stranskimi stenami. Vhod je strmo obokan portal z bogatimi ornamenti osmih gredi s kapiteli z rastlinskim okrasom, vsak obkrožen z volutami na srednji višini okvirja. Na levi so figurativni in vsebujejo podobe mučeništva svetega Edmunda mučenika. Stene so obložene z globokimi nišami, uokvirjenimi z ozkimi jaški s kapiteli in volutami kot tisti na portalu.

#### Križni hodnik
Križni hodnik je bil zgrajen v poznem 13. stoletju in bil v glavnem obnovljen od 1430 do 1508 s širokimi odprtinami, deljen s paličevjem, prečniki in krogovičjem v slogu pozne gotike. Obok ima medrebra, ki sestavljajo osmerokotnike v središču vsakega predelka, spoji vsakega rebra imajo dekorativne sklepnike. Vzhodno območje je dvonadstropno, zgoraj je knjižnica, zgrajena v 15. stoletju. 
Ker je bila stolnica posvetna namesto samostanska, križni hodnik ni bil nujen. V mnogih posvetnih stolnicah ga ni, v tej in v Chichestru pa so ga zgradili. Razlog za njegovo gradnjo v teh dveh posvetnih stolnicah je bil verjetno obreden ali estetski.

#### Restavriranje
Leta 1969, ko je velik kos kamna s kipom padel na tla v bližini glavnih vrat, je postalo jasno, da je nujno potrebna obnova zahodne fasade. Podrobne študije kamna in konzervatorstva so bile narejene v skladu s stolničnim arhitektom Albanom D. R. Caroem in ustanovljen je bil odbor za obnovo. Metode, ki so bile izbrane za restavriranje, sta pripravila Eve in Robert Baker. W. A. (Bert) Wheeler, referent za dela v stolnici med 1935 in 1978, je že poskusil z izpiranjem in površinsko obdelavo arhitekturnih okraskov na zgradbi, njegove tehnike so bile preizkušene na kipih.
Restavrirali so med letoma 1974 in 1986, če je le bilo mogoče so uporabljali neinvazivne postopke, kot so spiranje z vodo in raztopino apna, zapolnjevanje vrzeli in poškodovanih površin z mehko malto, da se preprečita vdor vode in stabiliziranje kipov pred zlomom zaradi korozije kovinskih vložkov. Površine so prebarvali s tanko plastjo malte in silana kot zaščito pred nadaljnjo erozijo in napadom onesnaževalcev. Restavrirana fasada je pokazala veliko barve, ki se drži kipov in njihovih niš, kar kaže, da je presvetlo obarvana.

### Notranjost

#### Kor, transept in ladja
Posebna značilnost angleške zgodnjegotske  notranjosti je odvisna od deleža preprostih lancetnih lokov. Prav tako je odvisna od izpopolnitve arhitekturnih podrobnosti, zlasti paličevja.
Arkade, ki so enake oblike v ladji, koru in transeptih, se odlikujejo po bogastvu profilov in okraskih. Vsak slop arkade je obogaten s 24 vitkimi stebriči v osmih skupinah po tri s kapiteli in sestavljajo močno valovito paličevje z loki. Kapiteli sami so izredni po vitalnosti stiliziranih listov v slogu, znanem kot "stiff-leaf". Vsak kapitel je drugačen, nekateri imajo majhne figure, ki kažejo pripovedi.
Obok ladje se strmo dviga v preprosti obliki štirih pol v soglasju z ladijskimi arkadami. Na vzhodnem koncu kora je podaljšan in celoten zgornji del izdelan v drugi četrtini 14. stoletja, delo Williama Joya. Obok ima množico reber v obliki mreže, ki je zelo drugačna od tiste v ladji in je morda poustvaritev v kamnu lokalne vrste lesene strehe iz 15. stoletja, tudi s tistimi pri cerkvi svetega Cuthberta v Wellsu. Oboki stranskih ladij kora imajo tudi enkraten vzorec. [86]
Do zgodnjega 14. stoletja je bila notranjost stolnice v enotnem slogu, vendar sta bili potrebni dve veliki spremembi v zvezi s stolpom in na vzhodnem delu. Med letoma 1315 in 1322 je bil osrednji stolp povečan in zaključen z zvonikom, ki je povzročil, da so slopi, ki so ga podpirali, kazali znake poškodb. Leta 1338 je arhitekt William Joy uporabil neobičajno rešitev z vstavitvijo nizkih lokov z obrnjenimi oboki podobnih velikosti, ki so sestavljali škarjasto strukturo. Ti oboki opirajo slope na križanju na treh straneh, medtem ko je vzhodna stran podprta s kornim zaslonom.  Oporni loki so znani kot "Andrejev križ" po zavetniku stolnice. Wima Swaan jih je opisala – upravičeno ali neupravičeno – kot "surovo ogromna" in vsiljiva v sicer zadržani notranjosti. 

#### Marijina kapela in retrokor
Wellska stolnica ima kvadratni vzhodni konec kora in prezbiterija, kot je to običajno, in nižjo Marijino kapelo, ki štrli na vzhodnem delu in jo je začel graditi Thomas Witney okrog leta 1310. Verjetno je bila končana pred kapiteljsko dvorano. Datum je sporen.
Marijina kapela ima obok zapletenega in nekoliko nepravilnega vzorca, saj ni simetrična okoli obeh osi. Glavna rebra so sekana z dodatnimi nenosilnimi medrebri, ki v tem primeru sestavljajo zvezdasto oblikovan vzorec na temenu oboka. To je eden prvih takih obokov v Angliji. Pet velikih oken je napolnjenih s fragmenti srednjeveškega stekla. V vzhodnem oknu so figure 19. stoletja. Krogovičje v mrežastem slogu ima ponavljajoč vzorec, v tem primeru trilist, ki daje mrežast videz. Odprtine so opisane tudi kot ribje luske.
Retrokor se razteza po vsem vzhodnem koncu kora in v vzhodna transepta. Na sredini je obok podprt z izjemno strukturo slopov. Dva sta postavljena tako, da se dokonča osmerokotnik v Marijini kapeli, rešitev opisuje Francis Bond kot "intuicijo genija".  Slopi imajo priložene marmorne stebre in z oboki, ki jih podpirajo, ustvarjajo razgled velike cečovitosti z vseh vidikov. Okna retrokora so v mrežastem slogu kot tista v Marijini kapeli, vendar so v celoti okrašena tako, da letve krogovičja sestavljajo šilaste krivulje. Tloris tega območja med prezbiterijem in Marijino kapelo je edinstven. Morda to kaže neuspeh pri kanonizaciji škofa Williama Marcha, ki je povzročil skrajšanje prezbiterija, saj prostor ni bil več potreben za njegovo svetišče. Nato je bilo posledično treba izpolniti dodaten prostor za oltarjem. To so storili  domiselno in lepo.

#### Kapiteljska dvorana
Kapiteljsko dvorano so začeli graditi v poznem 13. stoletju. Zgrajena je bila v dveh fazah, končana okoli leta 1310. To je enonadstropna struktura z glavnim prostorom, postavljenim nad kletjo. Dostopna je po stopnišču, ki se deli in zavije; ena veja vodi skozi zgornje nadstropje Verižnih vrat do ulice Vicar's Close. Visoko gotsko notranjost je opisal Alec Clifton-Taylor kot "arhitektonsko najlepšo v Angliji". To je osmerokotnik z rebrastim obokom, podprtim na osrednjem stebru. Steber je obdan s stebriči iz purbeškega marmorja z listnatimi kapitali stiliziranih hrastovih listov in želoda, ki se precej razlikujejo od zgodnjeangleških trdih listov. Izbrizg 32 reber močnega profila zagotavlja učinek, podoben "veliki palmi". Okna so velika z visokogotskim krogovičjem, ki začenja kazati podaljšano obliko in oslovski hrbet z manj svetlobe. Krogovičje še vedno vsebuje starodavno steklo. Pod okni je 51 sedežev z nadstreški,  ki jih poživljajo rezbarije z mnogimi glavami, vklesanimi na lahkoten način.